# دالي هارت
دالي هارت (بالإنجليزية: Dale Hartt) هو فنان قتال مختلط أمريكي، ولد في 4 أبريل 1979 في بانجور في الولايات المتحدة.

## وصلات خارجية
- دالي هارت على موقع شيردوغ (الإنجليزية)
- دالي هارت على موقع IMDb (الإنجليزية)